# Ressurreição

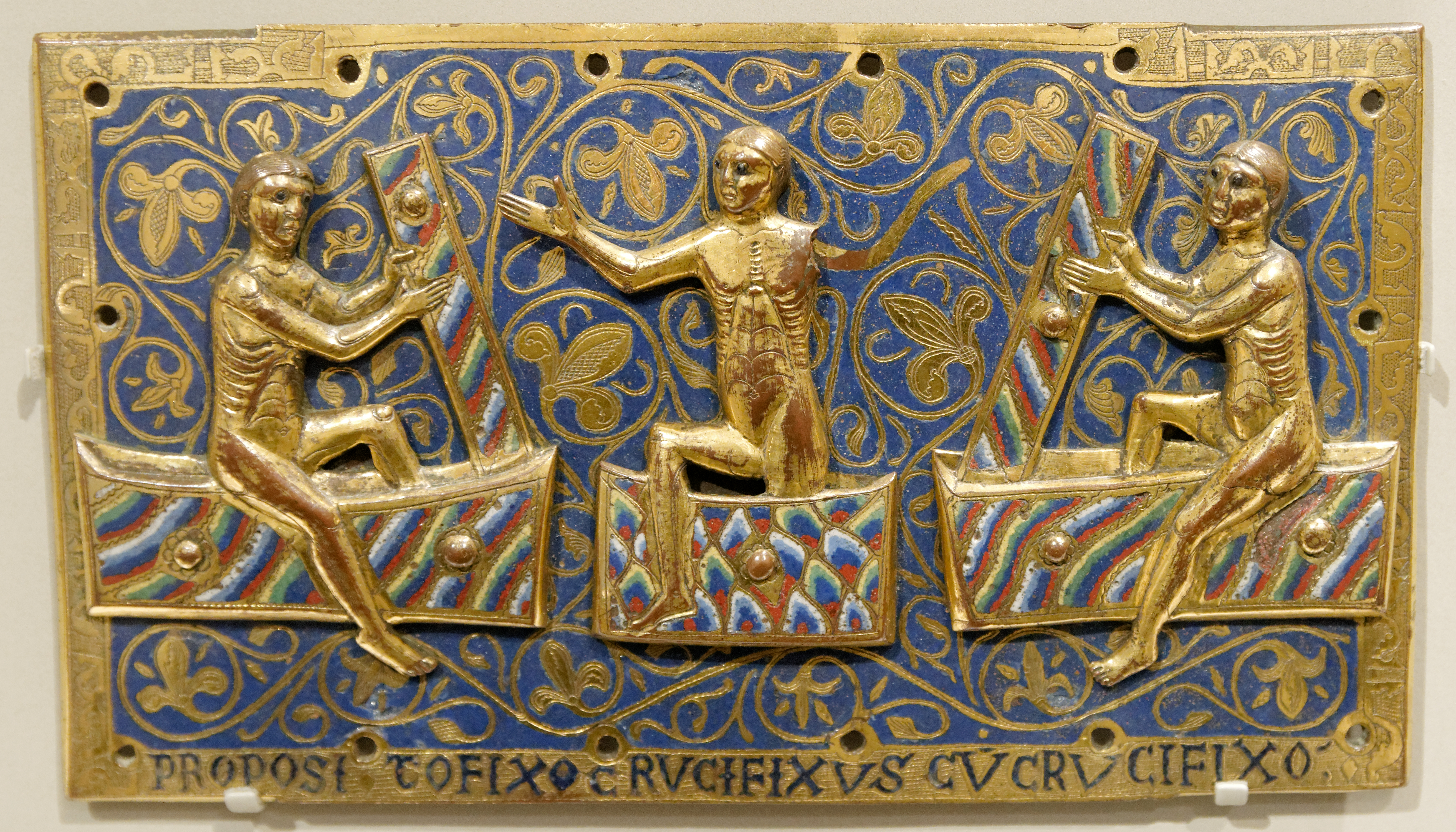
Placa representando santos ressuscitando dos mortos, ca. 1250

Ressurreição ou anastase (em latim: resurrectio, em grego:  anastasis) é o conceito de voltar à vida após a morte. Em várias religiões um deus de vida, morte e ressurreição é uma divindade que morre e ressuscita.
A ressurreição dos mortos é uma crença escatológica padrão nas religiões abraâmicas. Como conceito religioso, é usado em dois aspectos distintos: uma crença na ressurreição de almas individuais que é atual e contínua (idealismo cristão,  escatologia realizada) ou então uma crença em uma ressurreição singular dos mortos no fim dos tempos. Alguns acreditam que a alma é o veículo real pelo qual as pessoas são ressuscitadas.
A morte e ressurreição de Jesus é um aspecto central do Cristianismo. O debate teológico cristão ocorre em relação ao tipo de ressurreição factual - uma ressurreição espiritual com um corpo espiritual no Céu, ou uma ressurreição material com um corpo humano restaurado. Enquanto a maioria dos cristãos acredita que a ressurreição de Jesus e a ascensão ao céu aconteceram em um corpo material, uma minoria acredita que foi espiritual.

## Cristianismo

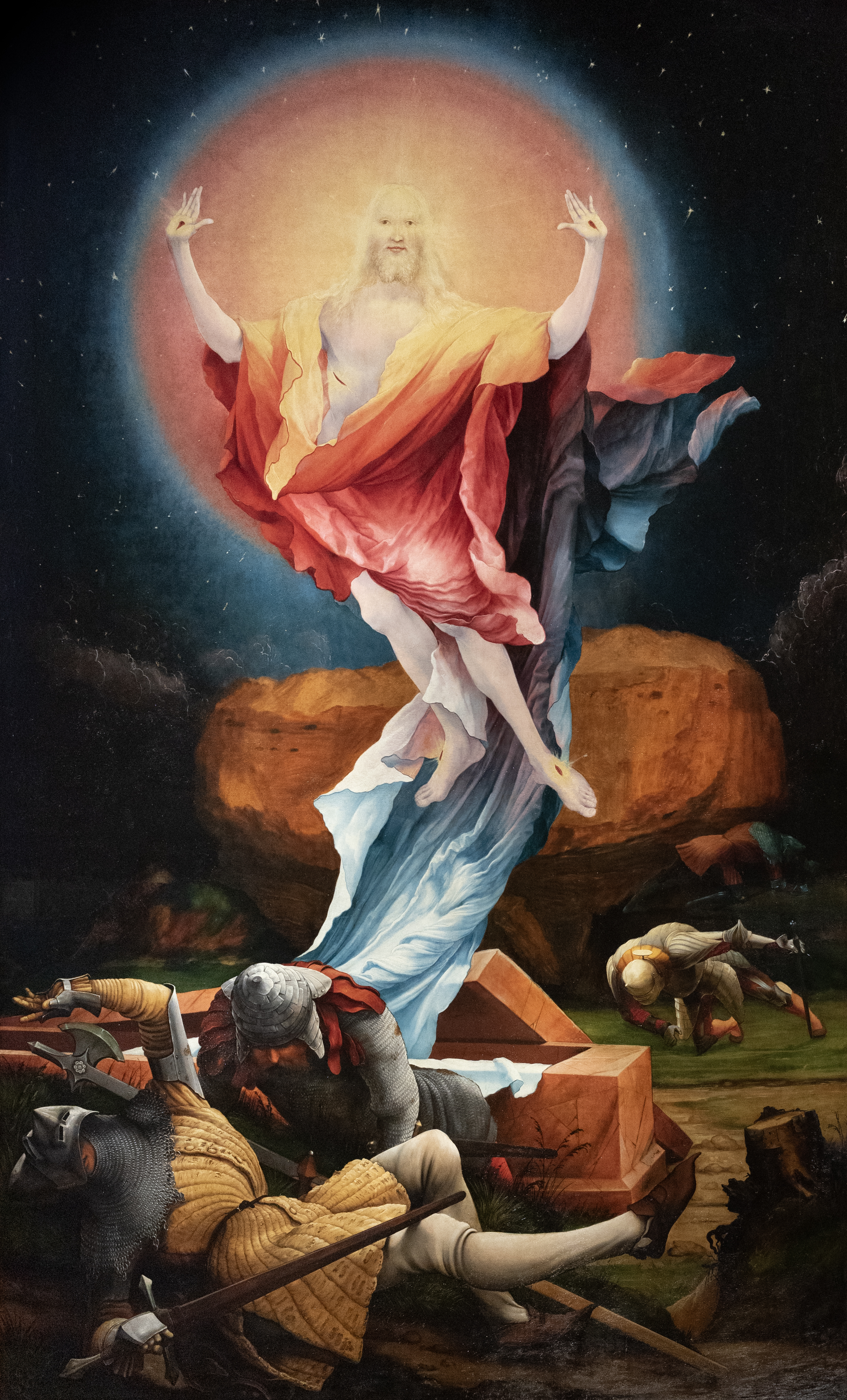
Matthias Grünewald: A ressurreição de Cristo, Altar de Isenheim.

A ressurreição é considerada por muitos teólogos como base para o cristianismo, já que Jesus, segundo a Bíblia, ressuscitou pessoas . Entre os relatos mais conhecidos está a ressurreição de Lázaro, que teria voltado à vida após quatro dias de sua morte. O Novo Testamento relata também o caso da filha de Jairo, um dos milagres de Jesus.
Além disso no livro do Apocalipse nas Escrituras Sagradas, faz referência à ressurreição dos mortos para o julgamento de todos os seres viventes, por Deus no dia do Juízo Final.
No seio do povo hebreu, a palavra correlata designava diversos fenômenos que eram confundidos na mentalidade da época. O seu significado literal é voltar à vida; assim, o ato de uma pessoa considerada morta, voltar a viver novamente, era chamado ressurreição. Segundo Atos dos Apóstolos 24:15, no futuro novo mundo, "haverá uma ressurreição tanto de justos como de injustos". Jesus Cristo quando esteve na terra  segundo relatado  no  livro  de Lucas 7:11-15, O filho da viúva de Naim, Lucas 8:41,42, 49-65, a filha de Jairo e João 11:1-44 a ressurreição de Lázaro, demonstrou como isso será possível. Ele trouxe de volta à vida essas pessoas, por causa do seu imenso amor e dó por ver o sofrimento daqueles que perdem seus entes queridos na morte.Em 1 Corintios 15:26 "E o último inimigo a ser reduzido a nada é a morte."[carece de fontes?]

## Ressurreição cerebral parcial
Pesquisadores da Universidade de Yale publicaram na revista Nature que conseguiram reviver parcialmente os cérebros de porcos por várias horas após a morte dos animais ligando-os por seis horas a um sistema chamado BrainEx, que bombeava para os cérebros oxigênio, nutrientes e produtos químicos protetores. Entretanto, não houve sinal de coordenação elétrica que indicasse o restabelecimento de funções como percepção e inteligência. “Não é um cérebro vivo, mas é um cérebro com atividade celular. Nós queríamos testar se as células em um cérebro intacto podem ter suas funções recuperadas”, explicou Nenad Sestan, neurocientista  que liderou os estudos, em entrevista ao jornal americano  The New York Times.